# Grenada i olympiska sommarspelen 2004
Grenada deltog i de olympiska sommarspelen 2004 med en trupp bestående av fem deltagare, tre män och två kvinnor, men ingen av landets deltagare erövrade någon medalj.

## Friidrott
Herrar
Bana och landsväg
| Idrottare         | Gren  | Omgång 1 | Omgång 1  | Omgång 2 | Omgång 2  | Semifinal | Semifinal | Final    | Final     |
| Idrottare         | Gren  | Resultat | Placering | Resultat | Placering | Resultat  | Placering | Resultat | Placering |
| ----------------- | ----- | -------- | --------- | -------- | --------- | --------- | --------- | -------- | --------- |
| Alleyne Francique | 400 m | 45.32    | 1 Q       | i.u.     | i.u.      | 45.08     | 3 q       | 44.66    | 4         |

Fältgrenar
| Idrottare   | Gren    | Kval     | Kval      | Final            | Final            |
| Idrottare   | Gren    | Resultat | Placering | Resultat         | Placering        |
| ----------- | ------- | -------- | --------- | ---------------- | ---------------- |
| Randy Lewis | Tresteg | 16.33    | 28        | Gick inte vidare | Gick inte vidare |

Damer
Bana och landsväg
| Idrottare       | Gren  | Omgång 1 | Omgång 1  | Omgång 2 | Omgång 2  | Semifinal | Semifinal | Final            | Final            |
| Idrottare       | Gren  | Resultat | Placering | Resultat | Placering | Resultat  | Placering | Resultat         | Placering        |
| --------------- | ----- | -------- | --------- | -------- | --------- | --------- | --------- | ---------------- | ---------------- |
| Hazel-Ann Regis | 400 m | 51.66    | 3 Q       | i.u.     | i.u.      | 51.47     | 7         | Gick inte vidare | Gick inte vidare |